# Piaroa

Localización de la etnia Piaroa

Os Piaroa ou wöthüha são um grupo indígena sul americano, um dos grupos étnicos que vivem ao longo das margens do Orinoco e seus afluentes, ainda em nossos dias na Venezuela, Amazonas e em alguns locais na Colômbia com uma população de aproximadamente 20.500 indivíduos, (19.300 na Venezuela - censo de 2011)
O idioma falado por esse grupo étnico que abrange o dialeto dos Piaroa-Maco (não confundir com Macu) é também chamado Guagua, Kuakua ou Quaqua) As comunidades de falantes encontram-se dispersas em um território compreendido entre Punta Piaroa no Alto Orinoco e Los Pijiguaos na Bacia do Rio Suapure.
Integram-se ao grupo lingüístico Saliban (Salivan) que compreende as tribos extintas dos Saliva, Ature e os povos Maco e Piaroa. Os saliva viviam na margem oeste do Orinoco entre os rios Vichada e Guaviare. A área dos Macus atualmente se restringe aos diversos rios da região do Rio Ventuari no estado do Amazonas também habitado pelos Piaroa, à exceção dos Macus e dos Hiwi cujos territórios tem fronteiras com o os Piaroa são cercados por povos dos grupos etno-lingüísticos Caribe e Aruaque

## Área cultural
Sua história inclui 300 anos de contato com o Ocidente, ocupam a área cultural do Norte Amazônico entre B (Savana) e C (Rio Negro) proposta por Galvão enfrentando a frente pioneira nacional (brasileira) de base extrativista sendo borracha e castanha os produtos mais procurados desde o séc XVII e o núcleo de pecuária na região do Rio Branco
Para Melatti incluem-se na área etnográfica denominada “Maciço Güianense Ocidental”, área compreende as terras altas situadas no sul da Venezuela e nas fronteiras desse país com o Brasil e com a Güiana. Segundo esse autor, que também destaca as influências dos holandeses e espanhóis na região, não se trata de um ambiente homogêneo, dispondo-se as sociedades indígenas em diferentes altitudes, bem como diferentes vegetações. O que nos inclina a tomá-la como uma área etnográfica é a extensa rede de comércio que liga entre si essas sociedades.
Segundo Melatti (oc.) o grupo caribe dos iecuanas (maiongong ou maquiritare) de localização mais ocidental ofereciam zarabatanas aos piaroas a troco de curare (antes da influencia do comercio e valor atribuído as armas de fogo) oferciam canoas, remos e caniços para zarabatanas em troca de cerâmica (feita apenas por alguns grupos dos piaroa) amuletos de dentes de onça e paricá. As alianças comerciais influenciam e são influenciadas pela  liderança Piaroa.
O corpo social Piaroa mostra os traços de sua resistência. Eles são a expressão da fusão dos sobreviventes dos grupos indígenas que habitaram o território atual cujos sobrevivente foram se agregando nos grupos de população mista Piaroa das terras altas, face a sua dispersão demográfica e a dificuldade de acesso dos seus territórios.
Um dos perfis mais marcantes da sua formação cultural, portanto, é uma mistura de traços, que em algum momento ter pertencido a outros grupos que já desapareceram de seu território atual como Maipuri,  Avani, Sereu, Mabu, Atures e Quiruba e, para citar apenas os mais importantes. Em resumo, Piaroa são herdeiros de um patrimônio cultural que é seu e, ao mesmo tempo, todos os grupos vizinhos destruídas pela colonização.
Segundo Galvão (o.c.) é característico dessa área cultural, o cultivo da mandioca, a cerâmica, tecelagem de redes (fibras de tucum e algodão), uso do curare (sem zarabatana), arcos e flecha pequenos, religião de fundo monoteísta com xamanismo desenvolvido.
Eles também são considerados uma das mais pacíficas sociedades do mundo. A expressão do poder em sua hierarquia social, mesmo de dominação masculina é mínimo, Eles tem sido descritos como uma organização social de tipo anarquista

## Xamanismo
Há dois tipos de xamãs (Piache) na sociedade piaroa os “menyeruâ” (homens de canto) e os “märitû” (matadores de “märitü”, espíritos causadores de doença ou causadores de doença por feitiço). As doenças podem ser causadas por contágio com animais e ingestão de sua carne como por meio dos invisíveis cristais enviados por märitûs, alguns lugares da floresta concentram milhares deles, os cristais atingem diferentes órgãos do corpo, formando-se de restos de alimentos. Os piaches podem distinguir as espécies, extrair a causa da doença  defender a sociedade de ambas as formas dessa agressão invisível por cânticos mágicos, rituais que possibilitam a utilização da caça, amuletos e percepção da sua presença.
Para Rodd, 2004 (o.c.) o xamanismo Piaroa é uma forma sofisticada de interpretar a relação entre as forças ecológicas e processo emocional no interesse em minimizar o estresse da sobrevivência. Um sistema que harmoniza o self (o si mesmo, a individualidade) a sociedade, o ecossistema, e o cosmos.
Suas prática xamânicas incluem a utilização de diversas plantas psicoativas  o “yopo” (“yuhua”) - Anadenanthera peregrine; o “capi” (tuhuipä) -  Banisteriopsis caapi de qual distinguem cinco variedades (“yurina”, “mäe”, “kohö”, “duhui huioka” e a espécie cultivada: “kunahua”); Tabaco (“jatte”) Nicotiana tabacum  e a “dada” (Malouetia flavescens ou M. schomburgkii). Alguns xamãs referem-se também à preparação de bebidas com a “ameu” (uma variedade das Psychotrias, P. erecta ou P. poeppingiana)  Rodd, 2004  (o.c.)
 A Malouetia tamaquarina é utilizada como timbó|veneno de pesca ao longo do Amazonas e nas terras de várzea do Peru e Colômbia
A utilização dessas substancias especialmente o capi é o que permite melhor perceber o invisível e restabelecer a ordem natural das coisas. Segundo Monod, 1976 o yopo permite a separação do espírito “ti’are ta’kwarua” (lit. imagem do olho) do corpo, para que o espírito voe e penetre dentro das rochas onde se podem ver as coisa escondidas. O “dä’dä” e “tuipä hä”, as misturas alucinógenas, produzem uma transformação mais drástica da mente, a qual convertida em maripä, (transe) o espírito mágico, pode ver coisas que nunca existiram, por ter acesso a mundos que estão além do limite dos céus. O yopo capacita o homem a adquirir consciência dos eventos passados: o dädä permite a criação de novas coisas. Dá ao homem o poder de deuses. (o.c  p. 21)

## Ver também

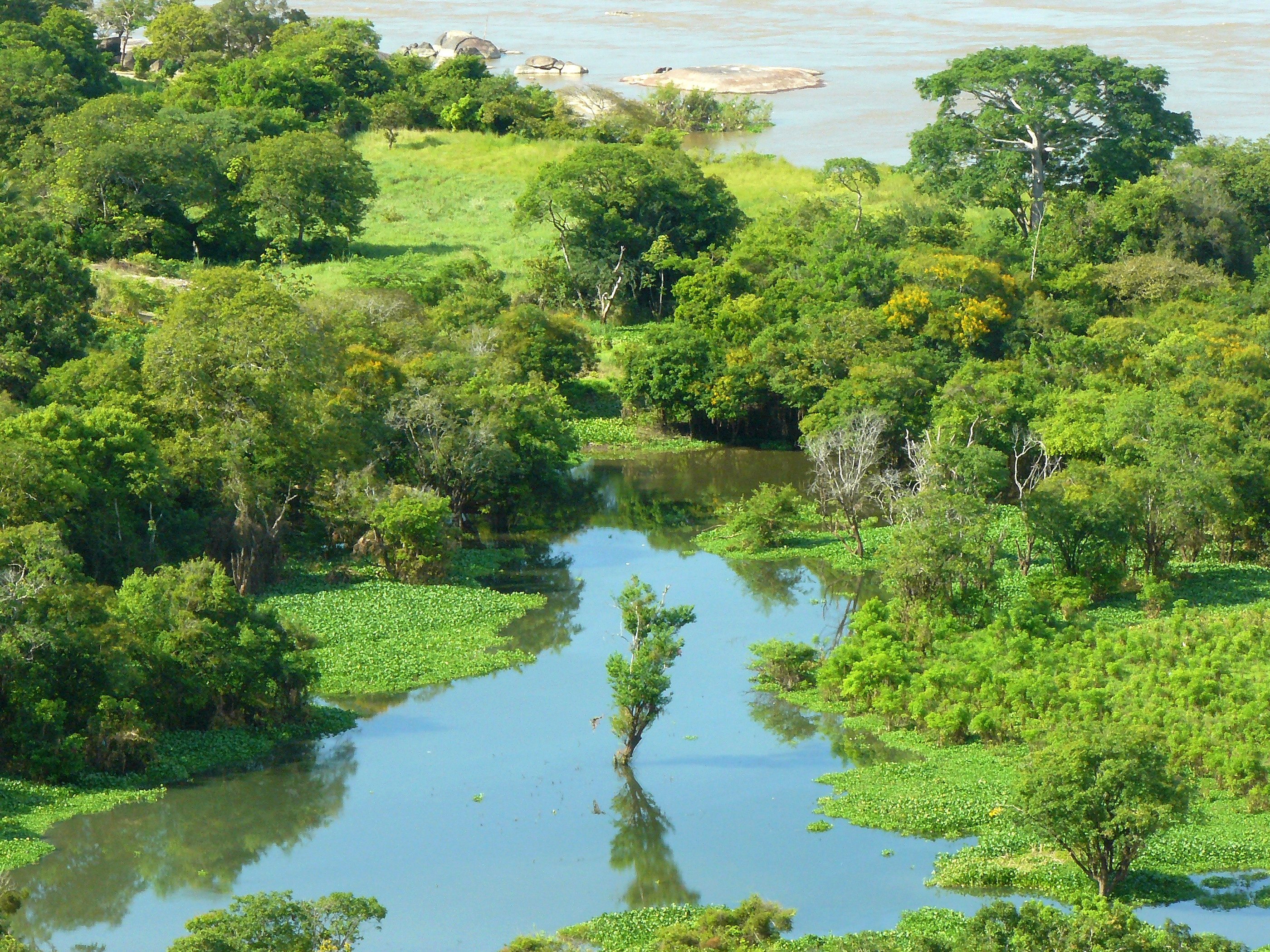
Rio Orinoco, Estado do Amazonas.